# Ostracocoelia mirabilis
Ostracocoelia mirabilis är en tvåvingeart som beskrevs av Giglio-tos 1893. Ostracocoelia mirabilis ingår i släktet Ostracocoelia och familjen borrflugor. Inga underarter finns listade i Catalogue of Life.